# Hidróxido de ouro(III)
Hidróxido de ouro, tri-hidróxido de ouro, ou ácido áurico é um composto inorgânico pertencente classe dos hidróxidos de ouro, fórmula molecular: AuOH3 (também H3AuO3.
O composto pode ser desidratado à temperatuas acima de 140 °C formando óxido de ouro (III). Os sais do ácido áurico são designados auratos.
O composto possui usos na medicina, na fabricação de porcelana, na folheação a ouro e no processo de daguerreótipo. Também é usado para preparação de catalisadores de ouro.